# پایگاه استنادی سای‌ول
سای ول (به انگلیسی: SciVal)  یکی دیگر از پایگاه‌های استنادی الزویر است.
سای ول از بعد عملکرد با پایگاه استنادی این سایت  که موسسه اطلاعات علمی عرضه می‌کند قابل مقایسه است و در واقع این دو، رقیب جدی یکدیگر محسوب می‌شوند. پایگاه سای ول که برای اولین بار در سال ۲۰۰۹ معرفی شد، امکان تجزیه و تحلیلهای استنادی پیشرفته و عمیق را بر مبنای داده‌های پایگاه اسکوپوس فراهم می‌سازد؛ به این ترتیب، پایگاه استنادی سای ول یک نمایه استنادی محسوب نمی‌شود، بلکه یک پایگاه استنادی تجزیه و تحلیل پژوهشی است که همچون این سایتس، امکان مقایسه نتایج بدست آمده را با میانگین‌ها و استانداردهای جهانی ایجاد می‌کند.

به این ترتیب، با استفاده از سای ول می‌توان عملکرد پژوهشی یک پژوهشگر، سازمان، کشور، منطقه، مجله، گروه پژوهشی و مانند آنها را ارزیابی کرد.
همچنین استفاده از این پایگاه، در مطالعات علم سنجی از جایگاهی مؤثر برخوردار است. 